# Christoph Christian Sturm
Pour les articles homonymes, voir Sturm.
Christoph Christian Sturm est un théologien protestant, né à Augsbourg en 1740, mort en 1786 à Hambourg. 

## Biographie
Après avoir exercé, en 1765, les fonctions d’inspecteur du gymnase de Sorau, il renonça à l’enseignement et devint pasteur successivement à Halle, à Magdebourg et à Naumbourg, où il se fit une grande réputation comme prédicateur. 
Sturm est surtout connu par ses Considérations sur les œuvres de Dieu dans le règne de la nature et de la Providence (1775 ; traduit en français par Christine de Brunswick, reine de Prusse, 1777, 3 vol. in-8°). Cet ouvrage, dans lequel l’auteur combat les incrédules avec des arguments qu’il prétend trouver dans les sciences naturelles en faveur de sa thèse, eut un vif succès, même parmi les catholiques, qui le réimprimèrent, avec de légers changements. 
Ses autres principaux ouvrages sont : le Vrai chrétien dans la solitude (Halle, 1761, in-8° ; traduit en français, Stuttgard, 1766, in-8°) ; le Chrétien pendant le dimanche (Stuttgard, 1764, 4 part. in-8°) ; Cantiques (Hambourg, 1780, in-8°).

## Source
« Christoph Christian Sturm », dans Pierre Larousse, Grand dictionnaire universel du XIXe siècle, Paris, Administration du grand dictionnaire universel, 15 vol., 1863-1890 [détail des éditions].